# Nanjirinji
Nanjirinji è una circoscrizione rurale (rural ward) della Tanzania situata nel distretto di Kilwa, regione di Lindi. Conta una popolazione di 7 491 abitanti (censimento 2012).